# ليو السادس الحكيم
ليو السادس، الملقب بالحكيم أو الفيلسوف، (باليونانية: Λέων ὁ Σοφός، رومنة اليونانية أو بالحروف اللاتينية: Leōn ho Sophos، 19 سبتمبر 866 - 11 مايو 912)، الإمبراطور البيزنطي من عام 886 وحتى عام 912. الحاكم الثاني من السلالة المقدونية (رغم أن نسبه غير واضح)، كان واسع الاطلاع؛ وهو ما أعطاه لقبه. في أثناء عهده، استمرت نهضة الحروف التي كانت قد بدأت في عهد سلفه باسيل الأول؛ لكن الإمبراطورية شهدت أيضًا عدة هزائم عسكرية في شبه جزيرة البلقان أمام الإمبراطورية البلغارية الأولى، وأمام العرب أيضًا في كل من صقلية وبحر إيجة. شهد عهده أيضًا توقف عدة مؤسسات رومانية قديمة، كالقنصلية الرومانية ومجلس الشيوخ البيزنطي)، والتي استمرت اسميًا فحسب وفقدت معظم وظائفها وصلاحياتها.

## نشأته
وُلد ليو السادس في 19 سبتمبر 866 للإمبراطورة يودوسيا إنجرينا، وهو إما الابن غير الشرعي للإمبراطور ميخائيل الثالث أو الابن الثاني لخليفته المقدوني باسيل الأول، فقد كانت يودوسيا عشيقة ميخائيل الثالث وزوجة باسيل الأول. في عام 867، اغتيل ميخائيل على يد باسيل ثم خلفه كإمبراطور. باعتباره الابن الثاني الأكبر للإمبراطور؛ ارتبط ليو بالعرش في عام 870 وأصبح في عام 879 الوريث المباشر للعرش بسبب وفاة أخيه غير الشقيق الأكبر قسطنطين.
على أي حال؛ لم يحبذ ليو وباسيل أحدهما الآخر، فقد تدهورت علاقتهما بعد وفاة يودوسيا عندما اتخذ ليو بعد زواجه غير السعيد من ثيوفانو عشيقةً هي زوي زوتزينا. زوّج باسيل زوي من مسؤول صغير في المحكمة، وبعدها كاد ليفقأ عين ليو عندما اتُّهم بالتآمر ضده. في 29 أغسطس عام 886، توفي باسيل في حادث صيد رغم أنه ادعى على فراش الموت أنه كانت هناك محاولة اغتيال له متورط فيها ليو.

## زيجاته
تسببت زيجات ليو السادس العديدة -والتي فشلت في إنجاب وريث شرعي للعرش- بفضيحة كبيرة. توفيت زوجة ليو الأولى -التي أرغمه باسيل على الزواج منها بسبب صلات عائلتها المارتيناكيوي بالسلالة العمورية، والتي كرهها ليو- في عام 897، وتزوج ليو من زوي زوتزينا، ابنة مستشاره ستيليانوس زاوتزيس والتي توفيت كذلك في عام 899. عقب زواجه هذا، أحدث ليو لقب الـ باسيليوباتور «أبو الإمبراطور» لحماه والد زوجته.
بعد وفاة زوي، غدا الزواج الثالث غير شرعي، لكنه تزوج مرة أخرى لتموت زوجته الثالثة في عام 901. بدلًا من زواجه للمرة الرابعة، والذي كان سيُعدّ خطيئة أكبر من زواجه الثالث (وفقًا للبطريرك نقولا ميستيكوس)، اتخذ ليو عشيقة هي زوي كربوسينا. وتزوجها فقط بعد أن أنجبت له ابنًا في عام 905. لكنّ ذلك لاقى معارضة البطريرك. وبعد استبدال البطريرك نقولا ميستيكوس بالبطريرك أوثيميوس، اعترفت الكنيسة بزواج ليو (وإن ترافق ذلك مع كفارة طويلة الأمد، وضمان حظر ليو جميع الزيجات الأربع في المستقبل).

## الخلافة
كان قسطنطين السابع المستقبلي ابن ليو غير الشرعي الذي وُلد قبل زواج ليو الرابع غير القانوني من زوي كربوسينا. ليعزز ليو مكانة ابنه كوريث، توّجه كشريكه في الحكم وهو ذو عامين في 15 مايو 908. توفي ليو في 11 مايو 912. وخلفه شقيقه الأصغر ألكسندر والذي كان قد حكم كإمبراطور مشارك إلى جانب أبيه وأخيه منذ عام 879.

## روابط خارجية
- ليو السادس الحكيم على موقع الموسوعة البريطانية (الإنجليزية)